# Sweet Deceiver
Sweet Deceiver è il sesto album in studio del cantautore britannico Kevin Ayers, pubblicato nel 1975.

## Tracce
Lato A
1. Observations
2. Guru Banana
3. City Waltz
4. Toujours La Voyage

Lato B
1. Sweet Deceiver
2. Diminished But Not Finished
3. Circular Letter
4. Once Upon an Ocean
5. Farewell Again (Another Dawn)